# ليزيك بلازنسكي
ليزيك بلازنسكي (بالبولندية: Leszek Błażyński)‏ (5 مارس 1949 – 6 أغسطس 1992) هو ملاكم بولندي راحل، مثّل بلاده في الألعاب الأولمبية الصيفية في دورتي 1972 و1976.

## روابط خارجية
ليزيك بلازنسكي على موقع أوليمبيديا (الإنجليزية)
- ليزيك بلازنسكي على موقع اللجنة الأولمبية البولندية (مؤرشف) (البولندية)